# Mister.Am
Mister.Am — українська компанія, яка пропонує сервіс доставки їжі через мобільний додаток або вебсайт.

## Історія
2009 — чернігівець Ярослав Циганенко створює веб-портал міста.
2013 — на домені порталу реалізує бізнес‑ідею з створення сервісу, який об'єднує місцеві служби таксі (як кур'єрів) та заклади харчування.
Лютий 2015 — Циганенко разом з командою розробників запускає сервіс «Mister.Am».
2015 — Mister.Am починає продавати франшизу.
2018 — Mister.Am покриває доставкою 13 невеликих обласних центрів (до 500 000 населення).
2022 — після початку повномасштабного російського вторгнення в Україну сервіс тимчасово не працював, але до травня вже відновив роботу в 13 містах.
Станом на травень 2024 року Mister.Am працює в таких містах України: Вінниця, Житомир, Івано-Франківськ, Кременчук, Кропивницький, Луцьк, Нікополь, Полтава, Рівне, Суми, Умань, Хмельницький, Черкаси, Чернівці, Чернігів.